# 35 Wojskowy Oddział Gospodarczy
35 Krakowski Wojskowy Oddział Gospodarczy im. gen. dyw. Bolesława Wieniawy-Długoszowskiego (35 WOG) – jednostka logistyczna Sił Zbrojnych Rzeczypospolitej Polskiej. Realizuje zadania zabezpieczenia finansowego i logistycznego jednostek i instytucji wojskowych na swoim terenie odpowiedzialności.

## Formowanie i zmiany organizacyjne
Na podstawie decyzji Ministra Obrony Narodowej nr Z-105/Org./P1 z 9 grudnia 2010 roku oraz rozkazu wykonawczego szefa Inspektoratu Wsparcia SZ nr PF-19/Org. z 9 marca 2011 rozpoczęto formowanie Oddziału. Z dniem 1 stycznia 2012 jednostka rozpoczęła statutową działalność .

21 czerwca 2011 jednostka budżetowa „35 WOG w Krakowie” połączona została z jednostkami budżetowymi :
- 5 batalionem dowodzenia w Krakowie,
- 6 batalionem dowodzenia w Krakowie,
- 16 batalionem powietrznodesantowym w Krakowie,
- Wojewódzkim Sztabem Wojskowym w Krakowie.

## Symbole oddziału
Sztandar
Postanowieniem Prezydenta RP z 16 października 2015 nadany został Oddziałowi sztandar. Jego wręczenie miało miejsce 6 listopada 2015 na rynku w Zabierzowie.
Na stronie głównej płata, pośrodku krzyża kawalerskiego, w czerwonym kręgu znajdują się dwie gałązki wawrzynu, ułożone w kształcie wieńca otwartego. Pośrodku wieńca umieszczony jest wizerunek orła białego. Pomiędzy ramionami krzyża kawalerskiego, w rogach płata, umieszczone są wieńce wawrzynu oraz w ich polach haftowane liczby „35”.

Na stronie odwrotnej płata, pośrodku krzyża kawalerskiego, znajduje się wieniec, w środku którego umieszczony jest napis "BÓG HONOR OJCZYZNA". Pomiędzy ramionami krzyża, w rogach płata, widnieją wieńce wawrzynu, a w ich polach zostały umieszczone następujące symbole:
- w górnym prawym rogu – herb powiatu krakowskiego
- w dolnym prawym rogu – herb gminy Zabierzów
- w górnym lewym rogu – Srebrny Kur
- w dolnym lewym rogu – odznaka pamiątkowa 35 WOG

Głowica sztandaru składa się z orła i podstawy wykonanych z białego metalu. Na przedniej ścianie podstawy umieszczone są inicjały „WOG”. Wewnątrz podstawy znajduje się zminiaturyzowany akt nadania sztandaru. Na drzewcu umieszczono 14 gwoździ honorowych i 5 pamiątkowych z metalu białego.
Odznaka pamiątkowa
Odznakę pamiątkową stanowi niebiesko-amarantowy krzyż maltański. Na krzyż nałożony jest półwieniec, który tworzą stylizowane koło zębate oraz kłos. W środku wieńca znajduje się symboliczna litera „K” zwieńczona otwartą koroną. Na górnym ramieniu krzyża umieszczona jest liczba „35”, a na pozostałych litery „W", „O” i „G” .
Oznaki rozpoznawcze 
Oznakę rozpoznawczą stanowi amarantowo – niebieska tarcza herbowa o wymiarach 68 mm x 50 mm. W pola amarantowo – niebieskie wpisany jest numer oddziału „35”. Między cyframi „3” i „5” umieszczony jest kłos. W dolnej części tarczy herbowej widnieje półwieniec zębaty. Oznaka na mundur polowy posiada kolory stonowane (patrz rysunek poniżej).

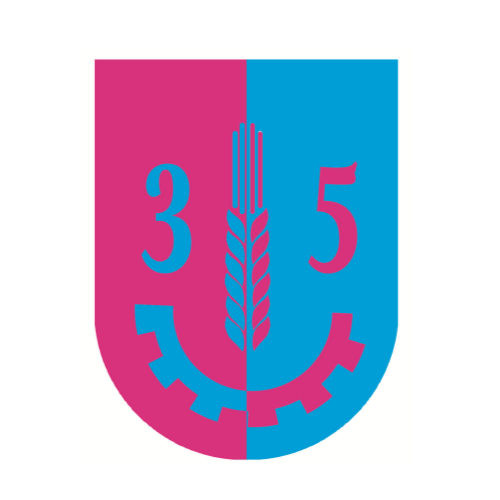
Oznaka rozpoznawcza na mundur wyjściowy
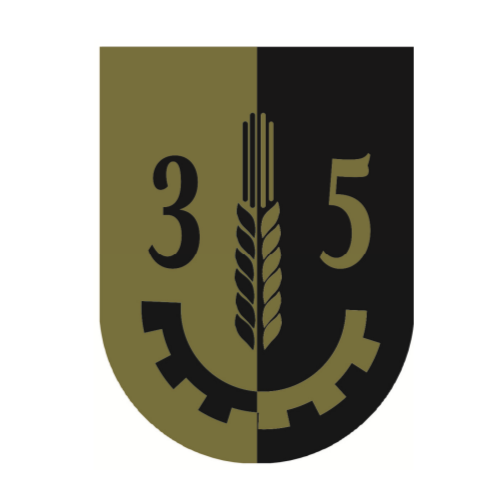
Oznaka rozpoznawcza na mundur polowy

## Żołnierze WOG
| Komendanci WOG           | Komendanci WOG          |
| Stopień, imię i nazwisko | Okres pełnienia służby  |
| ------------------------ | ----------------------- |
| ppłk Roman Utracki       | 1 IV 2011 – 30 IX 2013  |
| płk Adam Jangrot         | 4 XI 2013 – 15 XII 2017 |
| ppłk Jacek Kahla         | 10 I 2018 – ?           |
| ppłk Paweł Grad          | ? – 16 IX 2021          |
| ppłk Janusz Wroniak      | 4 XI 2021 – X 2023      |
| ppłk Maciej Pikuła       | 18 XII 2023 – nadal     |